# Wciągnik

Wciągnik elektryczny linowy.
1 – wózek
2 – szyna pozioma
3 – bęben linowy
4 – silnik elektryczny
5 – krążek linowy
6 – hak

Wciągnik – urządzenie dźwignicowe zaliczane do grupy cięgników. Charakteryzuje się zwartą budową i zwykle niewielkimi gabarytami.
Podział wciągników:
- z napędem ręcznym,
  - wciągniki wielokrążkowe
  - wciągniki ślimakowe – zasada działania oparta na przekładni ślimakowej
  - wciągniki z przekładnią planetarną
- z napędem silnikowym (przeważnie elektrycznym)
  - wciągniki jednohamulcowe – na wale silnika jeden hamulec zatrzymujący zwalniany elektromagnetycznie
  - wciągniki dwuhamulcowe – jeden hamulec zatrzymujący oraz drugi wstrzymujący, który reguluje prędkość opadania nosiwa

Rolę cięgna pełni lina stalowa lub łańcuch, do którego zamontowane jest zblocze hakowe lub zaczep.
Stosowane w budownictwie, górnictwie, jako że zapewniają one efektywny transport bliskiego zasięgu, jednocześnie będąc łatwymi w przemieszczaniu z miejsca na miejsce.
Na ilustracji obok przedstawiono wciągnik elektryczny linowy. Bęben linowy (3) napędzany jest silnikiem elektrycznym (4) i zamontowany na wózku (1) poruszającym się po poziomej szynie (2). Na linie zawieszone jest zblocze składające się z haka (6) oraz krążków linowych (5).